# Microware Systems Corporation
Microware Systems Corporation est une société américaine d'édition de logiciels, ayant produit le système d'exploitation OS-9.
Microware a existé de 1977 jusqu'en septembre 2001, moment où la société fut rachetée par RadiSys Corporation et devint une division de cette compagnie. 
Microware a initialement produit une version de BASIC et un système temps réel pour le micro-processeur Motorola 6800. Elle reçut commande de la part de Motorola du développement du BASIC09 pour leur nouveau micro-processeur : le 6809. L'écriture de BASIC09 terminée, la nécessité d'un système d'exploitation sous-jacent est apparue et la société créa la première version d'OS-9.
Celui-ci fut déclinée en plusieurs versions pour diverses architectures.
Le temps faisant, Microware a concentré son activité sur la clientèle industrielle et a négligé la communauté de personnes utilisant les applications UNIX sous OS-9.

## Produits Microware
- RT68 - Le logiciel originel pour 6800.
- OS-9 et OS-9000 - Système d'exploitation temps-réel embarqué.
- CD-RTOS - Le système d'exploitation utilisé dans le lecteur CD-i de Philips, qui était doté d'une version spéciale de OS-9/68K v2.4.
- DAVID - La plate-forme Digital Audio Video Interactive Decoder pour la télévision numérique.
- Ariel - un micro système d'exploitation.